# 스크릴렉스
스크릴렉스(Skrillex, 1988년 1월 15일 ~ )는 미국의 일렉트로닉 댄스 음악 프로듀서, DJ이자 싱어송라이터이다. 본명은 소니 존 무어(Sonny John Moore)이다.
2012년 54회 그래미에서 총 5개 분야의 후보에 올랐고 '신인상', '최우수 댄스/일렉트로니카 앨범상', '최우수 댄스 음반상' 3개 분야에서 수상했다. 2013년 55회 그래미에서 3개 분야에 후보에 올랐고 '최우수 댄스 음반상', '최우수 댄스/일렉트로니카 앨범상', '최우수 리믹스 음반상'을 모두 수상했다. 그리고 2015년 10월2일에 부산 클럽 GRID에서 첫 단독클럽 내한공연을 하게 되었다.

## 음반

### 정규 앨범
- Recess (2014)
- Skrillex And Diplo Present Jack U (2015)
- sunny0516

### EP
- Gypsyhook (2009)
- My Name is Skrillex (2010)
- Scary Monsters and Nice Sprites (2010)
- Bangarang (2011)
- More Monsters and Sprites (2011)
- Leaving (2013)

### 싱글
- Weekends!!! (2010)
- Get Up (2011)
- Reptile's Theme (2011)
- Syndicate (2011)
- Make It Bun Dem (2012)
- Try It Out (2013)
- Show Tracks (2019)

## 외부 링크

스크릴렉스 로고

## 같이 보기
- 빌보드 소셜 50